# کارآگاه (مجموعه تلویزیونی)
کارآگاه که با نام کاراگاه علوی نیز شناخته میشود یک مجموعه تلویزیونی محصول سال ۱۳۷۴–۱۳۷۵ به کارگردانی، نویسندگی حسن هدایت و تهیه‌کنندگی می‌باشد که از شبکه یک پخش شد. این مجموعه در ۱۶ قسمت تهیه شد.
به دلایل سیاسی امنیتی بعدها  بیشتر قسمتهای آن سانسور و حذف شد.

## بازیگران
- احمد نجفی در نقش کارآگاه علوی
- مریلا زارعی
- نگار فروزنده
- اکبر دودکار (سری اول)
- پروین میکده (سری اول)
- مهدی سلطانی
- مریم بوجار صداپیشه آزیتا لاچینی
- زهره حمیدی
- ابراهیم بصیرت
- اسفندیار مهرتاش
- بهزاد رحیم‌خانی
- پرویز بزرگی
- تورج نصر
- حامد تحصنی
- حسین رجایی‌دوست
- حشمت آرمیده
  - ولی اویسی در نقش کارآگاه کردبچه
- محمد عباس‌نژاد در نقش کارآگاه کازرونی
- یوسف مرادیان در نقش کارگاه صدری
- خسرو دستگیر در نقش سرهنگ افشار
- سعید پیردوست
- شیرین صدق گویا
- فخرالدین صدیق‌شریف
- فرهاد خانمحمدی در نقش آسپیران دودکار
- علیرضا جاویدنیا
- امیررضا دلاوری
- محمدرضا حقگو
- محمد برسوزیان
- محمدحسین پناهی
- ناصر لقایی